# Sinfonia (Arnell)
Sinfonia is Richard Arnells eerste symfonie. Hij werkte eraan van 5 juli tot 5 december 1938, maar bleef ongenummerd. Symfonie nr. 1 van Arnell dateert van 1943.
Arnell was een van de componisten, die gedurende hun opleiding zeiden dat de klassieke symfonie haar langste tijd wel zou hebben gehad. Dezelfde generatie bleef echter aangetrokken tot de opbouw binnen dat genre. Daarbij gaf Arnell toe dat hij vooral viel voor de structuur van de symfonie. Hij schreef dit werk terwijl hij nog opleiding genoot bij John Ireland aan het Royal College of Music. Na die studie vertrok Arnell naar de Verenigde Staten en nam vermoedelijk dit werk in zijn koffer mee. De terugreis werd geannuleerd; de Tweede Wereldoorlog was uitgebroken en het was te gevaarlijk om van de VS naar Engeland te varen. Vanaf dan ontbrak elk spoor van dit werk. Arnell kreeg in de VS wel de gelegenheid zijn werken uit te (laten) voeren door onder andere Thomas Beecham, maar dit werk behoorde daar zeer waarschijnlijk niet bij, noch werd het ooit uitgegeven. Daarna was iedereen het werk vergeten en/of was het werk zoek. In 2008 kwam het werk tevoorschijn uit het archief van Arnells eerste vrouw, die het had nagelaten aan haar dochter. Arnell overleed in 2009 en toen de dochter de begrafenis bijwoonde bracht ze het werk ter sprake. Dirigent Matin Yates maakte het werk, waar geen enkele aantekening van de componist op stond, gereed voor uitvoering en nam het in augustus 2012 op.
De symfonie beslaat vier delen met een inleiding:
- Lento (de inleiding)
- Allegro vivace
- Lento
- Andante sostenuto
- Allegro vivace

Opvallend aan de symfonie zijn de twee langzame middendelen, waarbij het tweede, een pastorale nog eens geschreven is voor een beperkt orkest. Alleen een hobo en de strijkinstrumenten spelen. Arnell voorzag het werk van een voorwoord in de vorm van een dichtvers van W.H. Auden.
Het is opgedragen aan A.A. staande voor Arlie Arnell, roepnaam voor Charlotte Augusta Cronin-Lowe, de eerste mevrouw Arnell. Een echtscheiding vond later plaats.